# 一个更安全的地方
《一个更安全的地方》（英語：A Place of Greater Safety）是希拉里·曼特尔的一本历史小说，写于1992年。这是一部关于法国大革命的小说，描写了乔治·雅克·丹敦、卡米尔·德穆兰和马克西米连·罗伯斯庇尔从童年到被处决的一生，以及其他数百名历史人物。

## 背景
曼特尔解释说，她尽可能使用历史人物自己所说的话，取自于他们的演讲或著作。

## 评价
《一个更安全的地方》荣获周日快报年度书籍奖。
《纽约时报》称赞曼特尔，但不是这本书：“更多的小说，和更少的历史，可能更适合这位作者的天赋。”  Another reviewer praised the book saying "the dialogue is unfailingly witty, increasingly desperate, and never predictable."